# Tamar (Lommel)
 (juin 2025).
La mise en forme du texte ne suit pas les recommandations de Wikipédia : il faut le « wikifier ».
Les points d'amélioration suivants sont les cas les plus fréquents :
- Les titres sont pré-formatés par le logiciel. Ils ne sont ni en capitales, ni en gras.
- Le texte ne doit pas être écrit en capitales (les noms de famille non plus), ni en gras, ni en italique, ni en « petit »…
- Le gras n'est utilisé que pour surligner le titre de l'article dans l'introduction, une seule fois.
- L'italique est rarement utilisé : mots en langue étrangère, titres d'œuvres, noms de bateaux, etc.
- Les citations ne sont pas en italique mais en corps de texte normal. Elles sont entourées par des guillemets français : « et ».
- Les listes à puces sont à éviter, des paragraphes rédigés étant largement préférés. Les tableaux sont à réserver à la présentation de données structurées (résultats, etc.).
- Les appels de note de bas de page (petits chiffres en exposant, introduits par l'outil «  Source ») sont à placer entre la fin de phrase et le point final[comme ça].
- Les liens internes (vers d'autres articles de Wikipédia) sont à choisir avec parcimonie. Créez des liens vers des articles approfondissant le sujet. Les termes génériques sans rapport avec le sujet sont à éviter, ainsi que les répétitions de liens vers un même terme.
- Les liens externes sont à placer uniquement dans une section « Liens externes », à la fin de l'article. Ces liens sont à choisir avec parcimonie suivant les règles définies. Si un lien sert de source à l'article, son insertion dans le texte est à faire par les notes de bas de page.
- La présentation des références doit suivre les conventions bibliographiques. Il est recommandé d'utiliser les modèles {{Ouvrage}}, {{Chapitre}}, {{Article}}, {{Lien web}} et/ou {{Bibliographie}}. Le mode d'édition visuel peut mettre en forme automatiquement les références.
- Insérer une infobox (cadre d'informations à droite) n'est pas obligatoire pour parachever la mise en page.

Pour une aide détaillée, merci de consulter Aide:Wikification.
Si vous pensez que ces points ont été résolus, vous pouvez retirer ce bandeau et améliorer la mise en forme d'un autre article.
Pour les articles homonymes, voir Tamar.
Tamar était un foyer maternel situé à Lommel, dans le nord de la Belgique, dirigé par la congrégation des Sœurs de la Charité de Jésus (Belgique)|Sœurs de la Charité de Jésus. Le foyer a été fondé en 1970 dans le grenier de l'hôpital Maria Middelares et a été transféré en 1976 dans un bâtiment indépendant à proximité de l'hôpital. Tamar accueillait des jeunes femmes enceintes, souvent célibataires, dans un contexte de honte sociale et religieuse. Tamar a fermé ses portes en 2014. 

## Pratiques controversées
Au fil des années, Tamar est devenu tristement célèbre pour des pratiques dénoncées par d'anciennes résidentes : 
- des adoptions forcées sans le consentement des mères ;
- des stérilisations forcées de jeunes filles[1] ;
- des abus sexuels au sein de l'institution[2].

Plusieurs jeunes femmes enceintes ont été envoyées en France pour y accoucher anonymement, selon la pratique dite de l'accouchement sous X — légale en France, mais interdite en Belgique. Après l'accouchement, les enfants étaient ramenés illégalement en Belgique pour être adoptés par des familles locales.

## Répercussions et témoignages
Les témoignages de survivantes ont été publiés dans des livres, des enquêtes journalistiques et documentaires. En 2023, la série de podcasts Kinderen van de kerk (« Enfants de l'Église ») a mis en lumière le rôle de Tamar dans un système assimilé par certains témoins à un trafic d'êtres humains.
Certains évoquent même un véritable blanchiment d'enfants, dans lequel les religieuses recevaient des paiements pour le placement d'enfants auprès de familles sans consentement maternel.

## Représentation dans la culture
Le film belge Little Black Spiders (2012), réalisé par Patrice Toye, est librement inspiré de faits survenus à Tamar. Il raconte l'histoire de jeunes filles vivant dans une maison isolée pour y accoucher dans le secret.